# 牛鬥車站
牛鬥車站，是一座位於臺灣宜蘭縣三星鄉的鐵路車站，屬行政院農業委員會林務局已廢止鐵路路線羅東森林鐵道。該車站因位於山區入口節點，曾設有入山檢查哨以辦理入山證。
當前該車站在林鐵停駛後曾當作雜貨店，至今處於閒置狀態，其站舍月台、旗竿座、員工宿舍等附屬設施至今仍存。

## 名稱
該車站以當地地名「牛鬥」得名，其區域取自當地的地形受於雪山山脈與中央山脈為蘭陽溪從中切過，使二岸地形突出而狀似兩牛對峙般相鬥，故得名。

## 歷史
- 1903年（明治36年）：當時的宜蘭廳長西鄉菊次郎集資私設軌道，於九芎湖一帶開業。
- 1914年（大正3年）：私設軌道脫落哩沙車站開幕。
- 1920年（大正9年）1月6日：借用台南糖廠路線（天送埤以東）的軌道開始運輸。
- 1921年（大正10年）：天送埤以西的軌道正式開通。[9][10]
- 1924年（大正13年）1月27日：延伸至竹林的軌道正式開通，羅東森林鐵路開通。
- 1926年（大正15年）5月18日：由於開始辦理客運業務，設立車站。
- 1978年：由於颱風影響，天送埤車站至土場車站（包括本站）的路段中斷。
- 1979年8月1日：廢站。

## 另見
- 牛鬥橋

## 外部連結
宜蘭縣史館 宜蘭人文知識數位資料庫
- 大同鄉太平山森林鐵路牛鬥車站正中景 1990年代
- 大同鄉太平山森林鐵路牛鬥車站側中景(1) 1990年代
- 大同鄉太平山森林鐵路牛鬥車站側中景(2) 1990年代